# Kreuzjoch (Stubaier Hauptkamm)
Das Kreuzjoch ist ein 2242 m ü. A. hoher Berg in den Stubaier Alpen an der Grenze zwischen Nord- und Südtirol.

## Lage und Landschaft
Das Kreuzjoch liegt am Alpenhauptkamm bzw. im östlichen Hauptkamm der Stubaier Alpen wenige Kilometer südwestlich des Brennerpasses. Über den Kamm verläuft die Grenze zwischen Nordtirol (Gemeinde Gries am Brenner) und Südtirol (Gemeinde Brenner), sowie seit dem Inkrafttreten des Vertrags von Saint-Germain 1920 die Staatsgrenze zwischen Österreich und Italien.
Als westlicher Nachbar im Kamm folgt der Fradersteller, getrennt durch das Wechseljoch; im Osten folgt das Steinjoch.
So wie die weiteren Gratgipfel der näheren Umgebung ist das Kreuzjoch eine eher sanfte Erhebung, er besitzt jedoch ein großes Gipfelkreuz.
Der Gipfel lässt sich von österreichischer oder italienischer Seite als lange, aber einfache Bergwanderung erreichen.